# پتابایت
یک پتابایت (به انگلیسی: Petabyte) یک واحد از اطلاعات است که برابر یک کادریلیون بایت، یا ۱۰۱۵ بایت است. کوتاه شده آن (PB) می‌باشد.

## پتابایت (Petabyte) چیست؟
دستگاه‌های ذخیره‌سازی اینترپرایز و مخصوص دیتاسنترها از ترابایت به سمت پتابایت (Petabyte) در حال حرکت هستند اما آیا همه با این مفهوم آشنا هستند؟ شما قطعاً با کلمات مگابایت، گیگابایت و ترابایت به راحتی آشنا هستید. کلماتی که برای معرفی میزان فضای دستگاه‌های ذخیره‌سازی گوشی‌های هوشمند، کامپیوتر، لپ تاپ و سرورها مورد استفاده قرار می‌گیرند اما پتابایت به چه معنی است؟
در دنیای ذخیره‌سازی میزان و حجم دستگاه‌های ذخیره‌سازی روی کامپیوتر، سرور و … بسیار مهم است. این میزان حتی در فضای ذخیره‌سازی ابری نیز مطرح است. در حالی که فضای ذخیره‌سازی ابری تقریباً نامحدود است اما در حقیقت سروری وجود دارد که باید میزان مد نظر کاربر را با امنیت بالا ذخیره کند و در صورت نیاز به بارگذاری اطلاعات به کاربر مشغول شود. در حالی که چند سال قبل چند صد گیگابایت فضا برای هر کاربر معمولی، فضایی بسیار مناسب به‌شمار می‌رفت اما امروزه چیزی کمتر از ترابایت روی کامپیوتر و لپ‌تاپ‌ها بسیار کم محسوب می‌شود. دستگاه‌های ذخیره‌سازی یکی از نقاطی در دنیای کامپیوتر است که به صورت روزانه شاهد رشد است. در سمت مقابل تکنولوژی مثل باتری سال‌های سال است که با تغییر عمده مواجه نشده‌است.
همه واحدهای اندازه‌گیری فضای موجود روی دستگاه‌های ذخیره‌سازی بر اساس بایت (Byte) است. هر بایت شامل هشت بیت (Bit) خواهد بود. بعد از بایت به مقدار اندازه‌گیری کیلوبایت می‌رسیم و به ترتیب بعد از آن شاهد ظهور مگابایت، گیگابایت، ترابایت، پتابایت، اگزابایت، زتابایت و حتی یوتابایت هستیم. برای رسیدن به عدد ترابایت در قالب گیگابایت، باید آن را ضرب‌در عدد ۱۰۲۴ کنیم؛ مثلاً یک ترابایت با ضرب‌در شدن در ۱۰۲۴، مقدار ۱۰۲۴ گیگابایت را به شما نمایش خواهد داد. برای باز کردن بیشتر مسئله باید بگوییم که ۱ گیگابایت در واقع ۱۰۲۴ مگابایت است. ۱۰۲۴ مگابایت نیز شامل ۱٬۰۴۸٬۵۷۶ کیلوبایت خواهد بود و در نهایت این مقدار برابر با ۱٬۰۷۳٬۷۴۱٬۸۲۴ بیت است. این اعداد به نظر شما شاید عجیب به نظر برسد، مخصوصاً وقتی که در سر فصل‌های مختلف به شما آموزش داده شده که هر کیلوبایت شامل هزار بیت است و هر مگابایت شامل هزار بایت. گنگ بودن مطلب از آنجا آغاز می‌شود که کامپیوترها از اعداد باینری به جای هگزادسیمال (اعداد پایه ۱۶) استفاده می‌کنند. در واقع ۱۱۱۱۱۰۱۰۰۰ برای کامپیوتر معادل باینری عدد ۱۰۰۰ است. این واحد اندازه‌گیری همان‌طور که مشاهده می‌کنید، واحد مناسبی برای نمایش حجم دستگاه‌های ذخیره‌سازی نیست. استفاده از کلمه «کیلو» نیز سردرگمی را بیش از پیش افزایش داده‌است چون هر کیلومتر در واقع ۱۰۰۰ متر است نه ۱۰۲۴ متر. مؤسسه International Electrotechnical Commission نیز در سال ۱۹۹۸ واحدهای جدیدی را معرفی کرد که به عنوان مثال در آن kibibytes با kilobytes مترادف بودند اما هیچگاه مورد استفاده قرار نگرفتند. جدول زیر اندازه مختلف را به نمایش می‌گذارد.
در حالی که امروزه ترابایت، واحد اصلی سنجش فضای یک دستگاه ذخیره‌سازی است اما حالا امروز به جایی رسیدیم که حتی کامپیوترهای معمولی نیز دارای فضای چند ترابایتی هستند. یک دستگاه ذخیره‌سازی ترابایتی می‌تواند معادل ۱۵۰۰ سی دی اطلاعات در خود جای دهد و بیش از ۱۳۰ هزار عکس را با کیفیت بسیار خوب ذخیره کند. پتابایت به زودی جایگزین ترابایت خواهد شد اما نه در زمینه استفاده عمومی کامپیوترهای شخصی و لپ‌تاپ. جایی که پتابایت اولین گام خود را محکم خواهد کرد در دستگاه‌های ذخیره‌سازی اینترپرایز مخصوص سرور و دیتاسنتر است. به عنوان مثال ۱۰ میلیارد عکس ذخیره شده روی فیسبوک هم‌اکنون نزدیک به ۱٫۵ پتابایت فضا برای ذخیره‌سازی نیاز دارد. یک سیستم دوربین مدار بسته با کیفیت HD نیز با ضبط ۲۴ ساعته در طول سه و نیم سال می‌تواند فضای ۱ پتابایتی را پر کند.